# Jag vet fortfarande vad du gjorde förra sommaren
Jag vet fortfarande vad du gjorde förra sommaren (engelska I Still Know What You Did Last Summer) är en amerikansk-mexikansk skräckfilm från 1998 i regi av Danny Cannon med Jennifer Love Hewitt i huvudrollen som Julie James. Filmen hade Sverigepremiär den 1 januari 1999.

## Handling
Det har gått ett år sedan de fruktansvärda morden, och Julie som nu studerar på universitetet drömmer fortfarande mardrömmar om Ben Willis.
När hennes bästa vän vinner en radiotävling där priset är en resa till Bahamas vet lyckan inga gränser, och tillsammans med några vänner beger de sig dit för att fira nationaldagen. Väl på plats informeras de om att det på grund av oväder är lågsäsong och att de har hela stället för sig själva. Eller är de verkligen ensamma?

## Rollista (i urval)
- Jennifer Love Hewitt - Julie James
- Freddie Prinze Jr. - Ray Bronson
- Brandy - Karla Wilson
- Mekhi Phifer - Tyrell Martin
- Muse Watson - Benjamin "Ben" Willis/Fiskaren
- Bill Cobbs - Estes
- Matthew Settle - Will Benson
- Jeffrey Combs - Mr. Brooks
- Jennifer Esposito - Nancy
- John Hawkes - Dave
- Jack Black - Titus Telesco